# Mach den Bibo
Mach den Bibo ist ein Lied des deutschen Singer-Songwriters Olli Schulz. Das Stück ist die erste Singleauskopplung aus seinem vierten Studioalbum Es brennt so schön.

## Entstehung und Artwork
Geschrieben wurde Mach den Bibo von Olli Schulz selbst, gemeinsam mit dem US-amerikanischen Rockmusiker Walter Schreifels. Zusammen mit den beiden deutschen Produzenten Swen Meyer und Moses Schneider war Schulz unter dem Pseudonym SchneiderMeyerSchulz zudem für die Produktion zuständig. Schneider zeichnete darüber hinaus für die Gesangsaufnahme im Berliner Transporterraum verantwortlich. Die Musik wurde von Ian Love im House of Love Studio in Brooklyn, New York City aufgenommen. Das Mastering erfolgte durch Monoposto Mastering in Düsseldorf, unter der Leitung von Michael Schwabe. Für das Einspielen der Instrumente engagierte man Schreifels (Bassgitarre und Gitarre), Sammy Siegler (Schlagzeug) und Matt White (Klavier).
Auf dem Frontcover der Single ist – neben Interpretenangabe und Liedtitel – der Unterkörper einer Frau, in einer Art Tanzstellung, zu sehen. Der Hintergrund ist schwarz gehalten, der Körper in einem Grünton.

## Veröffentlichung und Promotion
Bei Mach den Bibo handelt es sich um die erste Soloveröffentlichung von Olli Schulz. Bis 2008 trat er gemeinsam mit Dennis Becker, Andre Frahm und Max Schröder unter dem Bandnamen Olli Schulz und der Hund Marie auf. Das Projekt veröffentlichte drei Studioalben und zwei EPs. Schröder unterstützte Schulz bei der Aufnahme des Stücks und ist im Hintergrund als Begleitsänger zu hören.
Die Erstveröffentlichung von Mach den Bibo erfolgte als Maxi-Single am 13. Februar 2009. Diese erschien auf CD durch das Musiklabel Columbia Records, der Vertrieb erfolgte durch Sony Music Entertainment. Sie besteht aus vier Titeln und dem Musikvideo zu Mach den Bibo. Neben dem Original sind ein Remix von Mabo Winson sowie die weiteren B-Seiten Saunaaufguss in Lankwitz und So lange einsam (Version HH) enthalten. Darüber hinaus erschien auch 2-Track-Promo-Single, die lediglich das Original und den Remix zu Mach den Bibo beinhaltet. Verlegt wurden alle Titel durch die Wintrup Musikverlage. Am 13. März 2009 erschien Mach den Bibo als Teil von Schulz’ viertem Studioalbum Es brennt so schön.
Bundesvision Song Contest 2009
Olli Schulz nahm am 13. Februar 2009 für sein Heimatbundesland Hamburg am Bundesvision Song Contest teil und belegte am Ende mit 73 Punkten den fünften Rang. Er musste sich dabei Darum leben wir (Cassandra Steen), Gib dich nie auf (Rage), The Colour of Snow (Polarkreis 18) und dem Siegertitel Schwarz zu blau (Peter Fox) geschlagen geben.
Aus seiner Heimat Hamburg erhielt Schulz mit zwölf Punkten einmal die Höchstpunktzahl. Während der Punktevergabe bekam er mit einer Ausnahme aus allen Bundesländern Punkte, lediglich in Thüringen ging er leer aus. Für Hamburg war es bei der fünften Austragung des Wettbewerbs die dritte Top-5-Platzierung. Zuvor belegte Olesoul mit Hamburg & Cologne den fünften Rang im Jahr 2006 und Jan Delay mit Feuer den zweiten Platz im Jahr 2007.
Jeder Künstler dreht zu Promotionzwecken einen Wahlwerbespot für die Teilnahme am BuViSoCo. In diesem behauptet Olli Schulz, das Hamburg seinetwegen im „kompletten Ausnahmezustand“ sei, und befragt Passanten am Hamburger Hafen, von denen ihn jedoch keiner kennt. Schulz führt diese Reaktionen auf eine Art „Schockzustand“ zurück und dass keiner zugeben wolle, wie sehr sie ihn lieben würden.
Punktevergabe
|   |   |   |   |   |   |   |   |   |   |   |   |   |   |    |   | Gesamt |
| - | - | - | - | - | - | - | - | - | - | - | - | - | - | -- | - | ------ |
| 3 | 3 | 4 | 1 | 6 | 0 | 4 | 4 | 8 | 6 | 6 | 4 | 3 | 4 | 12 | 5 | 73     |

## Inhalt
| „Mach den Bibo. Mach das UFO. Mach den Grobi. Mach U-U-Woooooh-hooo. Ooohhh – birdie birdie birdie come on! Ooohhh – birdie birdie birdie come on! All night long!“ – Refrain, Originalauszug | Der Liedtext zu Mach den Bibo ist größtenteils in deutscher Sprache verfasst, lediglich im Refrain finden sich zwei englischsprachige Zeilen. Die Musik wurde gemeinsam von Olli Schulz und Walter Schreifels komponiert, der Text eigens von Schulz geschrieben. Musikalisch bewegt sich das Lied im Bereich der Rockmusik, stilistisch im Bereich des Indie-Rocks. Inhaltlich handelt es sich hierbei um einen Nonsens-Text, dessen Refrain von verschiedenen Figuren der Sesamstraße handelt, wozu Schulz einen Tanz erfand. Schulz selbst beschrieb es als dreiminütigen Schnellschuss, der ihm während seiner vergangenen Tour im Jahr 2008 eingefallen sei. Er habe „irgendwie“ mit seinem Support-Act Walter Schreifels über Sesamstraßenfiguren geredet. Sie seien darauf gekommen, weil Schreifels Bibo nicht kannte, deshalb habe er es ihm erklärt und dabei immer die „Bibo-Bewegungen“ vor ihm gemacht. Schulz dachte sich: „Geil, diese Bewegung“. Er habe sich schon immer überlegt, einen Tanzhit zu machen, und so seien einfach Bibo, Grobi, Ufo zusammengekommen. Er könne es nicht genau erklären, es sei auf einmal da gewesen. Aufgebaut ist das Lied aus drei Strophen, einem Refrain und einer Bridge. Es beginnt mit der ersten vierzeiligen Strophe, auf die erstmals der Refrain folgt. Der gleiche Vorgang wiederholt sich mit der zweiten Strophe, wobei der zweite Refrain in einer erweiterten Fassung dargeboten wird und um die sich wiederholende englische Zeile „Ooohhh – birdie birdie birdie come on!“ (englisch für „Ooohhh – Vögelchen Vögelchen, Vögelchen, los gehts!“) und die ebenfalls englische Zeile „All night long!“ (englisch für „Die ganze Nacht!“) erweitert wurde. Auf den zweiten Refrain folgt die Bridge, die lediglich aus der sich wiederholenden Zeile „Bibo, Ufo, Grobi“ zusammensetzt. An die Bridge schließt sich die dritte Strophe an, ehe das Lied mit dem dritten, erneut erweiterten Refrain endet. Neben dem Hauptgesang von Schulz sind im Hintergrund die Stimmen von Lee Buddah (Philip Stegers) und Max Schröder zu hören. |

## Musikvideo
Das Musikvideo zu Mach den Bibo feierte seine Premiere auf dem deutschsprachigen Videoportal MyVideo. Vor dem eigentlichen Musikvideo ist zunächst ein Intro zu sehen. Dieses zeigt Schulz, der Bela B anruft, um diesen zum Musikvideodreh von Mach den Bibo einzuladen. Schulz erklärt ihm das Konzept und dass es einen Tanz dazu gäbe, doch Bela kann sich nicht an Schulz erinnern, nennt ihn des Öfteren „Olaf“, spielt ihm vor, dass es „eine richtig geile Sache“ sei, und schlägt das Angebot aus angeblichen Zeitgründen aus, obwohl er nur vor dem Fernseher sitzt. Danach setzt das Lied ein und es sind überwiegend Szenen von Schulz mit seiner Band und Szenen von Schulz, der mit dem Rad auf dem Weg zum Proberaum ist, zu sehen. In einigen Szenen tanzen die Band und Schulz auch zum Lied, dabei kommt es auch zu einem Cameoauftritt von Muff Potter. Zwischendurch sieht man Bela, der in verschiedenen Situationen mit dem Lied konfrontiert wird. Zum einen legt der DJ während eines Interviews das Stück auf, zum anderen ist Bela backstage der Meinung, dass ein Fan ein Autogramm will, doch dieser steht vor ihm und tanzt zu Mach den Bibo. Der Hauptteil des Videos endet mit einem Titelbild der Bild-Zeitung mit der Titelgeschichte: „Bibo-Mania in Germany. Olli Schulz stürzt Scooter vom Thron“. Weitere Artikel auf dem Titelblatt lauten: „Sind die kleinen Bibos alls von ihm?“, „Was ist bloß mit Bela los?“, „Bibo immer noch Nr. 1“ oder auch „Neuer Tanz heilt Krankheit“.  Das Video endet schließlich mit dem Outro, in dem Bela bei Schulz anruft, um ihm mitzuteilen, dass er doch Zeit hätte und mitmachen wolle, jedoch teilt ihm Schulz mit, dass das Video schon abgedreht sei. Die Gesamtlänge des Videos beträgt 5:15 Minuten. Regie führten Peter Domsch und Olli Schulz.

## Mitwirkende
| Liedproduktion - Ian Love: Tonmeister - Swen Meyer: Musikproduzent - Moses Schneider: Musikproduzent, Tonmeister - Walter Arthur Schreifels: Bassgitarre, Gitarre, Komponist - Max Schröder: Begleitgesang - Oliver Marc Schulz: Gesang, Komponist, Liedtexter, Musikproduzent - Michael Schwabe: Mastering - Sammy Siegler: Schlagzeug - Philip Stegers: Begleitgesang - Matt White: Klavier | Musikvideo - Bela B: Schauspieler - Peter Domsch: Regisseur - Olli Schulz: Regisseur Unternehmen - Columbia Records: Musiklabel - House of Love Studio: Tonstudio - Monoposto Mastering: Tonstudio - Sony Music Entertainment: Vertrieb - Transporterraum Studios: Tonstudio - Wintrup Musikverlage: Verlag |

## Rezeption

### Rezensionen
Von verschiedenen Seiten wurde Schulz für den Titel kritisiert und ihm wurden rein kommerzielle Interessen unterstellt. Er selbst widersprach dieser Ansicht, er habe lediglich möglichst viel Airplay und einen Sommerhit erreichen wollen. Beim Bundesvision Song Contest erklärte Schulz scherzhaft, dass er Mach den Bibo geschrieben habe, da er der Meinung sei, dass auch „jemand mit Schulabschluss“ einmal einen Ballermann-Hit haben sollte. Rückblickend sagte Schulz in einem Interview, Mach den Bibo sei „eine Art Befreiung“ gewesen. Zum einen könne er nun quasi machen, was er wolle, zum anderen sei er erstmals in den deutschen Singlecharts vertreten gewesen und habe dadurch größere Popularität erlangt.
Die Musikzeitschrift Visions bezeichnete Es brennt so schön, vor allem in Hinblick auf die Texte und Themenwahl, als „abwechslungsreich[es]“ Album. Der „Gute-Laune-Song“ Mach den Bibo stehe im starken Kontrast zum ansonsten ernsten und nachdenklichen Rest des Albums. Das Lied wirke zwischen den anderen Titeln fast wie eine Finte – ähnlich wie Tocotronic im Vorfeld zu ihrem letzten Album Kapitulation mit Sag alles ab! auf die falsche Fährte geführt hätten.
Die Musik- und Popkulturzeitschrift Intro nannte Es brennt so schön ein „düster-atmosphärische[s] Konzeptalbum“, einzig Mach den Bibo „zerreiß[e]“ diese Stimmung. Der Tagesspiegel beschrieb Mach den Bibo als „Party-Kracher-Satire“, der ein großer, hirnrissiger Spott sei. Der KinderRadioKanal (KiRaKa) kürte das Stück zum „Lied der Woche“.

### Charts und Chartplatzierungen
Mach den Bibo stieg am 27. Februar 2009 auf Rang 38 in die deutschen Singlecharts ein, was zugleich die beste Chartnotierung darstellt. Bis zum 20. März 2009 platzierte sich das Lied vier Wochen in den Top 100. Schulz erreichte hiermit erstmals die deutschen Singlecharts. Sein zweiter Charthit Rangel Song konnte sich im Jahr 2013 besser platzieren (Rang 29), jedoch konnte sich bis heute keine Single von ihm länger in den deutschen Charts platzieren.